# 名古屋ドーム
もしかして
- ナゴヤドーム

ではありませんか？